# Casimiro Morcillo González
Dom Casimiro Morcillo González (Soto del Real, 26 de janeiro de 1904 - Madri, 30 de maio de 1971) foi um prelado espanhol, o primeiro Arcebispo de Madri.
Foi ordenado padre em 18 de dezembro de 1926 e em 25 de janeiro de 1943, feito bispo-auxiliar de Madri, com o título de bispo-titular de Agathopolis, sendo consagrado por Dom Leopoldo Eijo y Garay. Em 13 de maio de 1950, foi transferido para a Diocese de Bilbao, sendo seu primeiro bispo, onde ficou até 21 de setembro de 1955, quando foi elevado a arcebispo da Arquidiocese de Zaragoza. Em 27 de março de 1964, foi transferido para a Arquidiocese de Madri, para ser seu primeiro arcebispo.
Foi padre conciliar do Concílio Vaticano II e parte integrante do Coetus Internationalis Patrum.